# Octobre 1927

## Événements
- En France, Édouard Daladier devient président du Parti radical-socialiste.

- 1er octobre : Grand Prix automobile de Grande-Bretagne sur le circuit de Brooklands. Le pilote français Robert Benoist s'impose sur une Delage. En remportant quatre des cinq courses du championnat, Delage est sacré champion du monde des constructeurs

- 5 octobre[1] : traité de commerce entre la France et l'Allemagne.

- 6 octobre : Le Chanteur de jazz, premier film parlant.

- 10 octobre au 11 février 1928 : raid de l'équipage français Costes et Le Brix : Paris - Saint-Louis (Sénégal) - Buenos Aires - New York - San Francisco. Trajet total : 40 010 km.

- 11 octobre
  - (Espagne)[2] : Miguel Primo de Rivera nomme une Assemblée nationale consultative (sur le modèle du Grand Conseil du fascisme) pour élaborer une nouvelle constitution, qui ne verra pas le jour.
  - Le capitaine Léon Challe et le mécanicien Rapin relie Villacoublay, Paris et le terrain de Bien Hoa, Saigon en 10 jours sur un Potez 25 (23 370 km).

- 15 octobre : les aviateurs français Dieudonné Costes et Joseph-Marie Le Brix effectuent la première traversée sans escale de l'Atlantique Sud entre Saint-Louis (Sénégal) et Natal (Brésil) sur un Breguet 19 baptisé Nungesser et Coli.

- 20 octobre : Ford Motor Company lance le modèle A, remplaçant de la Ford T, et enregistre 50 000 commandes.

- 23 octobre (Union soviétique) : au cours d'une réunion commune avec la Commission centrale de Contrôle, le Comité central expulse Trotski et Zinoviev, décidant en outre de soumettre au XVe congrès, afin qu'il les examine, tous les documents relatant les activités factieuses de l'opposition Trotskiste.

## Naissances
- 2 octobre : Uta Ranke-Heinemann, théologienne allemande († 25 mars 2021).
- 3 octobre : Kenojuak Ashevak, artiste inuite canadienne († 8 janvier 2013).
- 4 octobre : Roberto Bussinello, pilote automobile italien († 24 août 1999).
- 6 octobre : Emmanuel III Karim Delly, cardinal irakien, patriarche chaldéen de Babylone († 8 avril 2014).
- 10 octobre : Dana Elcar, acteur américain († 6 juin 2005).
- 13 octobre : Lee Konitz, saxophoniste de jazz américain († 15 avril 2020).
- 14 octobre : Roger Moore, acteur britannique († 23 mai 2017).
- 16 octobre : 
  - Günter Grass, écrivain allemand, prix Nobel de littérature 1999 "Mein Jahrhundert" (Mon siècle) († 13 avril 2015).
  - Eileen Ryan, actrice américaine († 9 octobre 2022).
- 17 octobre : Jalila Hafsia, journaliste et écrivaine tunisienne († 10 août 2023).
- 18 octobre : 
  - George C. Scott, acteur américain († 22 septembre 1999).
  - Alba Solís, chanteuse et actrice argentine († 3 février 2016).
- 19 octobre : Pierre Alechinsky, peintre et graveur belge.
- 23 octobre : Leszek Kołakowski, philosophe polonais († 17 juillet 2009).
- 26 octobre : Warne Marsh, saxophoniste de jazz américain († 17 décembre 1987).
- 27 octobre : Gilbert Bécaud, chanteur français († 19 décembre 2001).
- 30 octobre : Will (Willy Maltaite), dessinateur et scénariste de bande dessinée et peintre belge († 18 février 2000).

## Décès
- 2 octobre : Svante August Arrhenius, chimiste suédois (° 19 février 1859).
- 7 octobre : Paul Sérusier, peintre symboliste français  (° 9 novembre 1864).